# NGC 2471
NGC 2471 – gwiazda podwójna znajdująca się w gwiazdozbiorze Rysia. Skatalogował ją 20 lutego 1851 roku Bindon Stoney (asystent Williama Parsonsa) jako lekko zamgloną gwiazdę. Identyfikacja obiektu nie jest pewna.